# Делавер Тауншип (округ Гантердон, Нью-Джерсі)
Делавер Тауншип (англ. Delaware Township) — селище (англ. township) в США, в окрузі Гантердон штату Нью-Джерсі. Населення — 4560 осіб (2020).

## Демографія
Згідно з переписом 2010 року, у селищі мешкали 4563 особи в 1788 домогосподарствах у складі 1348 родин. Було 1927 помешкань
Расовий склад населення:
| - 96,4 % — білих - 0,9 % — азіатів - 0,7 % — чорних або афроамериканців - 0,2 % — корінних американців |

До двох чи більше рас належало 1,3 %. Частка іспаномовних становила 2,5 % від усіх жителів.
За віковим діапазоном населення розподілялося таким чином: 20,1 % — особи молодші 18 років, 63,8 % — особи у віці 18—64 років, 16,1 % — особи у віці 65 років та старші. Медіана віку мешканця становила 48,6 року. На 100 осіб жіночої статі у селищі припадало 96,9 чоловіків;  на 100 жінок у віці від 18 років та старших — 97,2 чоловіків також старших 18 років.
Середній дохід на одне домашнє господарство  становив 149 121 долар США (медіана — 104 643), а середній дохід на одну сім'ю — 164 160 доларів (медіана — 113 833). Медіана доходів становила 89 485 доларів для чоловіків та 67 000 доларів для жінок. За межею бідності перебувало 2,3 % осіб, у тому числі 0,0 % дітей у віці до 18 років та 0,0 % осіб у віці 65 років та старших.
Цивільне працевлаштоване населення становило 2662 особи. Основні галузі зайнятості: освіта, охорона здоров'я та соціальна допомога — 21,5 %, науковці, спеціалісти, менеджери — 17,2 %, фінанси, страхування та нерухомість — 11,8 %, роздрібна торгівля — 9,1 %.